# Končnica Hokejske lige Erste Bank 2009
Končnica Avstrijske lige 2009 se je začela 17. februarja 2009, po koncu rednega dela sezone 2008/09. 8 moštev, ki se je kvalificiralo, je igralo četrtfinale, polfinale in finale po modelu Best-of-seven. Pomembno pravilo v končnici je bilo, da do kazenskih strelov na tekmi končnice ne more priti. Ob neodločenem izidu se tako igra podaljšek do prvega zadetka oz. 20 minut.   Če po prvem dvajsetminutnem podaljšku ni zadetka, sledi nov dvajsetminutni podaljšek in tako dalje do prvega gola.  Prav tako sta vse tekme končnice sodila po dva glavna sodnika. 
Finale se je končalo 5. aprila 2009 z zmago EC KAC proti EC Red Bull Salzburgu s 4-3 v tekmah.

## Zasevki končnice
Po rednem delu Avstrijske hokejske lige 2008/09 se je osem moštev uvrstilo v končnico. 
1. EC KAC, 80 točk
2. Vienna Capitals, 73 točk
3. EC Red Bull Salzburg, 68 točk
4. VSV EC, 67 točk
5. EHC Black Wings Linz, 63 točk
6. HK Acroni Jesenice, 54 točk
7. Graz 99ers, 54 točk
8. HC TWK Innsbruck, 54 točk

## Drevo končnice
|  | Četrtfinale                 | Četrtfinale          | Četrtfinale          |                           |                      | Polfinale | Polfinale | Polfinale |  |  | Finale | Finale | Finale |
|  |                             |                      |                      |                           |                      |           |           |           |  |  |        |        |        |
|  | 17. februar - 1. marec 2009 |                      |                      |                           |                      |           |           |           |  |  |        |        |        |
|  |                             |                      |                      |                           |                      |           |           |           |  |  |        |        |        |
|  | 1                           | EC KAC               | 4                    |                           |                      |           |           |           |  |  |        |        |        |
|  | 1                           | EC KAC               | 4                    | 5. - 12. marec 2009       |                      |           |           |           |  |  |        |        |        |
|  | 8                           | HC TWK Innsbruck     | 2                    |                           |                      |           |           |           |  |  |        |        |        |
|  | 8                           | HC TWK Innsbruck     | 2                    | 1                         | EC KAC               | 4         |           |           |  |  |        |        |        |
|  | 17. februar - 1. marec 2009 |                      |                      | 1                         | EC KAC               | 4         |           |           |  |  |        |        |        |
|  |                             | 5                    | EHC Black Wings Linz | 0                         |                      |           |           |           |  |  |        |        |        |
|  | 4                           | 5                    | EHC Black Wings Linz | 0                         | VSV EC               | 2         |           |           |  |  |        |        |        |
|  | 4                           |                      |                      | 22. marec - 5. april 2009 | VSV EC               | 2         |           |           |  |  |        |        |        |
|  | 5                           | EHC Black Wings Linz | 4                    |                           |                      |           |           |           |  |  |        |        |        |
|  | 5                           | EHC Black Wings Linz | 4                    | 1                         | EC KAC               | 4         |           |           |  |  |        |        |        |
|  | 17. februar - 3. marec 2009 |                      |                      | 1                         | EC KAC               | 4         |           |           |  |  |        |        |        |
|  |                             | 3                    | EC Red Bull Salzburg | 3                         |                      |           |           |           |  |  |        |        |        |
|  | 2                           | 3                    | EC Red Bull Salzburg | 3                         | Vienna Capitals      | 4         |           |           |  |  |        |        |        |
|  | 2                           | 5. - 15. marec 2009  |                      |                           | Vienna Capitals      | 4         |           |           |  |  |        |        |        |
|  | 7                           | Graz 99ers           | 3                    |                           |                      |           |           |           |  |  |        |        |        |
|  | 7                           | Graz 99ers           | 3                    | 2                         | Vienna Capitals      | 1         |           |           |  |  |        |        |        |
|  | 17. - 26. februar 2009      |                      |                      | 2                         | Vienna Capitals      | 1         |           |           |  |  |        |        |        |
|  |                             | 3                    | EC Red Bull Salzburg | 4                         |                      |           |           |           |  |  |        |        |        |
|  | 3                           | 3                    | EC Red Bull Salzburg | 4                         | EC Red Bull Salzburg | 4         |           |           |  |  |        |        |        |
|  | 3                           |                      |                      |                           | EC Red Bull Salzburg | 4         |           |           |  |  |        |        |        |
|  | 6                           | HK Acroni Jesenice   | 1                    |                           |                      |           |           |           |  |  |        |        |        |
|  | 6                           | HK Acroni Jesenice   | 1                    |                           |                      |           |           |           |  |  |        |        |        |
|  |                             |                      |                      |                           |                      |           |           |           |  |  |        |        |        |
|  |                             |                      |                      |                           |                      |           |           |           |  |  |        |        |        |

## Četrtfinale

### (1) EC KAC - (8) HC TWK Innsbruck
| 17. februar 2009 | EC KAC | 8 - 2 | HC TWK Innsbruck | Stadthalle, Celovec |

| Poročilo tekme | Poročilo tekme | Poročilo tekme         | Poročilo tekme                                                                                   | Poročilo tekme                      |
| -------------- | --- | ---------------------- | ------------------------------------------------------------------------------------------------ | ----------------------------------- |
| Začetek: 19:15 | G. Hager (H. Ratz, A. Schneider) (11:59) (PP) C. Brandner (M. Craig, K. Furey) (21:19) A. Schneider (P. Schellander) (27:33) M. Craig (J. Tory, W. Norris) (32:13) (PP) S. Brown (K. Furey, M. Craig) (37:22) (PP) C. Brandner (P. Schellander) (44:36) P. Schellander (M. Schumnig, J. Reichel) (57:34) (PP) J. Reichel (D. Schuller, S. Geier) (58:51) (PP) | ( 1 - 2, 4 - 0, 3 - 0) | V. Bellissimo (A. Letang, D. Johner) (07:09) (PP) D. Johner (G. Unterluggauer, D. Woger) (19:42) | Gledalci: 4300 Sodnik: Martin Bogen |

| 19. februar 2009 | HC TWK Innsbruck | 3 - 2 | EC KAC | Olympiahalle Innsbruck, Innsbruck |

| Poročilo tekme | Poročilo tekme                                                                                              | Poročilo tekme         | Poročilo tekme                                                                                  | Poročilo tekme                         |
| -------------- | --- | ---------------------- | ----------------------------------------------------------------------------------------------- | -------------------------------------- |
| Začetek: 19:15 | S. Guolla (V. Bellissimo, K. Salfi) (00:58) D. Woger (H. Ofner) (01:59) R. Murray (R. Brennan) (25:32) (PP) | ( 2 - 1, 1 - 0, 0 - 1) | H. Ratz (A. Schneider, J. Tory) (05:31) (PP) P. Schellander (A. Schneider, C. Brandner) (55:36) | Gledalci: 2500 Sodnik: Thomas Berneker |

| 22. februar 2009 | EC KAC | 5 - 2 | HC TWK Innsbruck | Stadthalle, Celovec |

| Poročilo tekme | Poročilo tekme | Poročilo tekme         | Poročilo tekme                                                                           | Poročilo tekme                       |
| -------------- | --- | ---------------------- | ---------------------------------------------------------------------------------------- | ------------------------------------ |
| Začetek: 18:00 | C. Brandner (G. Hager, H. Ratz) (09:11) (PP) C. Brandner (A. Schneider, G. Hager) (23:00) (PP) J. Reichel (M. Craig, R. Herburger) (39:00) J. Tory (H. Ratz, A. Schneider) (47:05) (PP) H. Ratz (A. Schneider, M. Craig) (50:11) (PP) | ( 1 - 0, 2 - 0, 2 - 2) | H. Ofner (V. Bellissimo, G. Unterluggauer) (53:11) P. Vogl (H. Ofner, A. Letang) (59:38) | Gledalci: 4740 Sodnik: Borut Lešnjak |

| 24. februar 2009 | HC TWK Innsbruck | 3 - 1 | EC KAC | Olympiahalle Innsbruck, Innsbruck |

| Poročilo tekme | Poročilo tekme                                                                                               | Poročilo tekme         | Poročilo tekme       | Poročilo tekme                      |
| -------------- | --- | ---------------------- | -------------------- | ----------------------------------- |
| Začetek: 19:15 | G. Unterluggauer (A. Letang) (02:21) (PP) D. Johner (44:22) R. Murray (S. Guolla, J. Henderson) (60:00) (PP) | ( 1 - 0, 0 - 0, 2 - 1) | A. Schneider (57:56) | Gledalci: 2800 Sodnik: Martin Bogen |

| 26. februar 2009 | EC KAC | 5 - 0 | HC TWK Innsbruck | Stadthalle, Celovec |

| Poročilo tekme | Poročilo tekme | Poročilo tekme         | Poročilo tekme | Poročilo tekme                         |
| -------------- | --- | ---------------------- | -------------- | -------------------------------------- |
| Začetek: 19:15 | A. Schneider (J. Tory, M. Pellegrims) (02:20) (PP) W. Norris (J. Shantz, K. Furey) (15:05) S. Geier (W. Norris, M. Geier) (28:17) A. Schneider (M. Craig, G. Hager) (49:09) R. Herburger (M. Geier, S. Geier) (59:11) | ( 2 - 0, 1 - 0, 2 - 0) |                | Gledalci: 4700 Sodnik: Thomas Berneker |

| 1. marec 2009 | HC TWK Innsbruck | 1 - 3 | EC KAC | Olympiahalle Innsbruck, Innsbruck |

| Poročilo tekme | Poročilo tekme                                  | Poročilo tekme         | Poročilo tekme | Poročilo tekme                       |
| -------------- | ----------------------------------------------- | ---------------------- | --- | ------------------------------------ |
| Začetek: 18:00 | V. Bellissimo (K. Salfi, M. Pewal) (57:23) (SH) | ( 0 - 0, 0 - 2, 1 - 1) | M. Craig (G. Hager, A. Schneider) (25:26) R. Herburger (H. Ratz, M. Geier) (26:29) J. Shantz (S. Brown, P. Schellander) (44:09) | Gledalci: 3000 Sodnik: Franz Trainer |

### (2) Vienna Capitals - (7) Graz 99ers
| 17. februar 2009 | Vienna Capitals | 6 - 0 | Graz 99ers | Albert Schultz Eishalle, Dunaj |

| Poročilo tekme | Poročilo tekme | Poročilo tekme         | Poročilo tekme | Poročilo tekme                     |
| -------------- | --- | ---------------------- | -------------- | ---------------------------------- |
| Začetek: 19:15 | P. Lebeau (B. Gratton, M. Tropper) (12:08) (PP) R. Divis (R. Rotter, C. Dolezal) (18:56) A. Fox (T. Gallant, M. Tropper) (28:27) C. Dolezal (S. Selmser, D. Lynch) (29:59) M. Tropper (A. Fox, T. Gallant) (41:03) D. Lynch (R. Rotter, D. Werenka) (58:41) (PP) | ( 2 - 0, 2 - 0, 2 - 0) |                | Gledalci: 4000 Sodnik: Peter Gebei |

| 19. februar 2009 | Graz 99ers | 2 - 1 | Vienna Capitals | Eisstadion Liebenau, Gradec |

| Poročilo tekme | Poročilo tekme                                                                        | Poročilo tekme         | Poročilo tekme                             | Poročilo tekme                      |
| -------------- | ------------------------------------------------------------------------------------- | ---------------------- | ------------------------------------------ | ----------------------------------- |
| Začetek: 19:15 | H. Lange (S. Herzog, A. Iob) (06:46) L. Ulmer (D. Cullen, B. Motherwell) (31:59) (PP) | ( 1 - 1, 1 - 0, 0 - 0) | M. Altmann (R. Rotter, C. Dolezal) (08:32) | Gledalci: 2500 Sodnik: Igor Dremelj |

| 22. februar 2009 | Vienna Capitals | 3 - 2 | Graz 99ers | Albert Schultz Eishalle, Dunaj |

| Poročilo tekme | Poročilo tekme | Poročilo tekme         | Poročilo tekme                                                             | Poročilo tekme                      |
| -------------- | --- | ---------------------- | -------------------------------------------------------------------------- | ----------------------------------- |
| Začetek: 18:00 | M. Tropper (P. Casparsson, JF. Labbe (03:58) AT. Teppert (R. Rotter, C. Dolezal) (11:44) M. Altmann (R. Rotter, R. Divis) (21:59) | ( 2 - 0, 1 - 2, 0 - 0) | G. Day (L. Ulmer, T. Riddle) (23:17) A. Iob (D. Cullen, J. Mattie) (26:47) | Gledalci: 4300 Sodnik: Martin Bogen |

| 24. februar 2009 | Graz 99ers | 2 - 3 | Vienna Capitals | Eisstadion Liebenau, Gradec |

| Poročilo tekme | Poročilo tekme                                                   | Poročilo tekme         | Poročilo tekme | Poročilo tekme                         |
| -------------- | ---------------------------------------------------------------- | ---------------------- | --- | -------------------------------------- |
| Začetek: 19:15 | G. Day (M. Stuart) (16:05) (PP) M. Schiechl (K. Kraxner) (29:11) | ( 1 - 2, 1 - 1, 0 - 0) | M. Tropper (B. Gratton, P. Lebeau) (09:23) P. Lebeau (D. Lynch, J. Riihijärvi) (11:33) (PP) B. Gratton (P. Lebeau, D. Werenka) (23:21) | Gledalci: 2500 Sodnik: Thomas Berneker |

| 26. februar 2009 | Vienna Capitals | 1 - 3 | Graz 99ers | Albert Schultz Eishalle, Dunaj |

| Poročilo tekme | Poročilo tekme                             | Poročilo tekme         | Poročilo tekme                                                                                              | Poročilo tekme                      |
| -------------- | ------------------------------------------ | ---------------------- | --- | ----------------------------------- |
| Začetek: 19:15 | P. Lebeau (M. Tropper, B. Gratton) (45:39) | ( 0 - 1, 0 - 0, 1 - 2) | L. Ulmer (N. Kuiper) (09:54) I. Jan (M. Schiechl, P-M. Horsky) (45:16) D. Cullen (P-M. Horsky) (58:52) (EN) | Gledalci: 3500 Sodnik: Igor Dremelj |

| 1. marec 2009 | Graz 99ers | 2 - 1 | Vienna Capitals | Eisstadion Liebenau, Gradec |

| Poročilo tekme | Poročilo tekme                                                         | Poročilo tekme         | Poročilo tekme                  | Poročilo tekme                       |
| -------------- | ---------------------------------------------------------------------- | ---------------------- | ------------------------------- | ------------------------------------ |
| Začetek: 18:00 | S. Herzog (H. Lange, M. Stuart) (09:56) A. Iob (L. Ulmer) (46:26) (SH) | ( 1 - 0, 0 - 0, 1 - 1) | T. Gallant (D. Werenka) (52:33) | Gledalci: 3800 Sodnik: Borut Lešnjak |

| 3. marec 2009 | Vienna Capitals | 5 - 1 | Graz 99ers | Albert Schultz Eishalle, Dunaj |

| Poročilo tekme | Poročilo tekme | Poročilo tekme         | Poročilo tekme                            | Poročilo tekme                          |
| -------------- | --- | ---------------------- | ----------------------------------------- | --------------------------------------- |
| Začetek: 19:15 | T. Gallant (D. Lynch, P. Healey) (00:55) B. Gratton (D. Werenka, M. Tropper) (18:22) B. Gratton (D. Lynch, S. Selmser) (27:01) (PP) D. Werenka (B. Gratton, P. Healey) (38:36) D. Bjornlie (R. Rotter, B. Gratton) (51:30) | ( 2 - 0, 2 - 1, 1 - 0) | A. Iob (N. Kuiper, H. Lange) (23:24) (PP) | Gledalci: 4000 Sodnik: Christian Oswald |

### (3) EC Red Bull Salzburg - (6) HK Acroni Jesenice
| 17. februar 2009 | EC Red Bull Salzburg | 3 - 2 (OT) | HK Acroni Jesenice | Eisarena Salzburg, Salzburg |

| Poročilo tekme | Poročilo tekme | Poročilo tekme                | Poročilo tekme                                                                             | Poročilo tekme                                              |
| -------------- | --- | ----------------------------- | ------------------------------------------------------------------------------------------ | ----------------------------------------------------------- |
| Začetek: 19:15 | A. Foster (M. Scalzo, J. Hughes) (36:26) (PP) M. Pewal (M. Ulmer, T. Koch) (52:03) T. Koch (A. Foster, M. Scalzo) (66:26) | ( 0 - 0, 1 - 1, 1 - 1, 1 - 0) | T. Razingar (S. Kovačevič, JP. Pare) (29:02) (PP) T. Razingar (JP. Pare, M. Robar) (46:55) | Gledalci: 2200 Sodnika: Pavel Cervenak Sodnika: Stefan Vogl |

| 19. februar 2009 | HK Acroni Jesenice | 6 - 2 | EC Red Bull Salzburg | Dvorana Podmežakla, Jesenice |

| Poročilo tekme | Poročilo tekme | Poročilo tekme         | Poročilo tekme                                                   | Poročilo tekme                     |
| -------------- | --- | ---------------------- | ---------------------------------------------------------------- | ---------------------------------- |
| Začetek: 19:15 | JP. Pare (A. Hebar, K. Deck) (31:05) (PP) M. Rodman (C. Martin, C. Strömberg) (47:46) (PP) A. Terlikar (48:37) D. Rodman (M. Rodman, C. Strömberg) (50:31) JP. Pare (M. Rodman, T. Razingar) (57:31) (PP) C. Strömberg (M. Rodman) (59:23) (EN) | ( 0 - 1, 1 - 0, 5 - 1) | D. Welser (M. Latusa) (17:27) (SH) T. Koch (M. Trattnig) (50:42) | Gledalci: 3000 Sodnik: Peter Gebei |

| 22. februar 2009 | EC Red Bull Salzburg | 9 - 1 | HK Acroni Jesenice | Eisarena Salzburg, Salzburg |

| Poročilo tekme | Poročilo tekme | Poročilo tekme         | Poročilo tekme                     | Poročilo tekme                      |
| -------------- | --- | ---------------------- | ---------------------------------- | ----------------------------------- |
| Začetek: 18:00 | J. Rebek (J. Hughes, D. Bootland) (00:58) (PP) T. Koch (M. Trattnig, D. Heinrich) (02:32) D. Bootland (M. Pewal, M. Scalzo) (11:32) (SH) M. Latusa (D. Welser, M. Pewal) (24:15) M. Trattnig (T. Koch, M. Siklenka) (33:49) (PP) O. Cibulskis (J. Hughes, P. Harand) (35:03) M. Pewal (M. Latusa, D. Welser) (35:45) M. Pewal (J. Hughes, D. Bootland) (42:13) (PP) M. Latusa (M. Pewal, D. Welser) (43:06) (PP) | ( 3 - 0, 4 - 1, 2 - 0) | T. Razingar (K. Deck) (33:35) (SH) | Gledalci: 2500 Sodnik: Stefan Bauer |

| 24. februar 2009 | HK Acroni Jesenice | 1 - 3 | EC Red Bull Salzburg | Dvorana Podmežakla, Jesenice |

| Poročilo tekme | Poročilo tekme                     | Poročilo tekme         | Poročilo tekme                                                                                                 | Poročilo tekme                         |
| -------------- | ---------------------------------- | ---------------------- | --- | -------------------------------------- |
| Začetek: 19:15 | K. Deck (T. Razingar) (35:57) (PP) | ( 0 - 1, 1 - 1, 0 - 1) | T. Koch (M. Pewal, M. Scalzo) (09:28) M. Latusa (D. Welser, S. Julien) (23:03) (PP) T. Koch (M. Ulmer) (54:13) | Gledalci: 3200 Sodnik: Roland Aumüller |

| 26. februar 2009 | EC Red Bull Salzburg | 4 - 1 | HK Acroni Jesenice | Eisarena Salzburg, Salzburg |

| Poročilo tekme | Poročilo tekme | Poročilo tekme         | Poročilo tekme                          | Poročilo tekme                          |
| -------------- | --- | ---------------------- | --------------------------------------- | --------------------------------------- |
| Začetek: 19:15 | J. Rebek (T. Koch, M. Trattnig) (42:56) (PP) M. Latusa (T. Koch, M. Scalzo) (47:15) (PP) J. Hughes (D. Bootland, A. Foster) (50:59) (PP) D. Welser (M. Scalzo) (59:52) (EN) | ( 0 - 1, 0 - 0, 4 - 0) | M. Rodman (D. Rodman, A. Hebar) (17:11) | Gledalci: 3100 Sodnik: Christian Oswald |

### (4) VSV EC - (5) EHC Black Wings Linz
| 17. februar 2009 | VSV EC | 1 - 2 | EHC Black Wings Linz | Stadthalle, Beljak |

| Poročilo tekme | Poročilo tekme                           | Poročilo tekme         | Poročilo tekme                                                                      | Poročilo tekme                      |
| -------------- | ---------------------------------------- | ---------------------- | ----------------------------------------------------------------------------------- | ----------------------------------- |
| Začetek: 19:15 | D. Cavanaugh (J. Mapletoft) (56:02) (PP) | ( 0 - 0, 0 - 1, 1 - 1) | M. Matthiason (R. Shearer, B. Purdie) (35:00) (PP) P. Leahy (P. Lukas) (43:59) (PP) | Gledalci: 4100 Sodnik: Igor Dremelj |

| 19. februar 2009 | EHC Black Wings Linz | 2 - 1 | VSV EC | Donauparkhalle Linz, Linz |

| Poročilo tekme | Poročilo tekme                                                                          | Poročilo tekme         | Poročilo tekme                              | Poročilo tekme                        |
| -------------- | --------------------------------------------------------------------------------------- | ---------------------- | ------------------------------------------- | ------------------------------------- |
| Začetek: 19:15 | A. Rourke (B. Purdie, M. Matthiason) (09:22) (PP) M. Szücs (P. Lukas, R. Lukas) (44:24) | ( 1 - 1, 0 - 0, 1 - 0) | R. Kaspitz (M. Raffl, G. Lanzinger) (01:54) | Gledalci: 2900 Sodnik: Pavel Cervenak |

| 22. februar 2009 | VSV EC | 5 - 2 | EHC Black Wings Linz | Stadthalle, Beljak |

| Poročilo tekme | Poročilo tekme | Poročilo tekme         | Poročilo tekme                                                | Poročilo tekme                         |
| -------------- | --- | ---------------------- | ------------------------------------------------------------- | -------------------------------------- |
| Začetek: 18:00 | G. Lanzinger (R. Kaspitz, M. Raffl) (00:23) A. Kristler (M. Oraže, J. Mapletoft) (04:20) J. Ferland (N. Toff, M. Oraže) (21:32) N. Toff (D. Scoville, D. Cavanaugh) (44:40) R. Sandrock (D. Scoville, M. Peintner) (51:50) (PP) | ( 2 - 1, 1 - 1, 2 - 0) | P. Leahy (07:32) (SH) B. Purdie (P. Liimatainen) (28:26) (SH) | Gledalci: 4200 Sodnik: Thomas Berneker |

| 24. februar 2009 | EHC Black Wings Linz | 3 - 2 | VSV EC | Donauparkhalle Linz, Linz |

| Poročilo tekme | Poročilo tekme | Poročilo tekme         | Poročilo tekme                                                                           | Poročilo tekme                      |
| -------------- | --- | ---------------------- | ---------------------------------------------------------------------------------------- | ----------------------------------- |
| Začetek: 19:15 | M. Matthiason (B. Purdie, M. Iberer) (00:30) R. Shearer (M. Matthiason, R. DiLauro) (09:10) (PP) F. Iberer (B. Purdie, R. Shearer) (34:18) (PP) | ( 2 - 0, 1 - 2, 0 - 0) | J. Mapletoft (D. Cavanaugh) (20:47) J. Ferland (D. Cavanaugh, J. Mapletoft) (35:51) (PP) | Gledalci: 3000 Sodnik: Igor Dremelj |

| 26. februar 2009 | VSV EC | 2 - 1 | EHC Black Wings Linz | Stadthalle, Beljak |

| Poročilo tekme | Poročilo tekme                                                                                   | Poročilo tekme         | Poročilo tekme                                          | Poročilo tekme                        |
| -------------- | ------------------------------------------------------------------------------------------------ | ---------------------- | ------------------------------------------------------- | ------------------------------------- |
| Začetek: 19:15 | D. Cavanaugh (M. Stewart, J. Ferland) (28:40) (PP) D. Cavanaugh (M. Stewart, J. Ferland) (30:39) | ( 0 - 0, 2 - 0, 0 - 1) | R. Shearer (M. Matthiason, P. Liimatainen) (54:33) (PP) | Gledalci: 4100 Sodnik: Pavel Cervenak |

| 1. marec 2009 | EHC Black Wings Linz | 2 - 0 | VSV EC | Donauparkhalle Linz, Linz |

| Poročilo tekme | Poročilo tekme                                                             | Poročilo tekme         | Poročilo tekme | Poročilo tekme                        |
| -------------- | -------------------------------------------------------------------------- | ---------------------- | -------------- | ------------------------------------- |
| Začetek: 18:00 | P. Lukas (G. Gruber) (11:07) B. Purdie (R. DiLauro, D. Oberkofler) (16:48) | ( 2 - 0, 0 - 0, 0 - 0) |                | Gledalci: 3350 Sodnik: Pavel Cervenak |

## Polfinale

### (1) EC KAC - (5) EHC Black Wings Linz
| 5. marec 2009 | EC KAC | 2 - 0 | EHC Black Wings Linz | Stadthalle, Celovec |

| Poročilo tekme | Poročilo tekme                                                   | Poročilo tekme         | Poročilo tekme | Poročilo tekme                         |
| -------------- | ---------------------------------------------------------------- | ---------------------- | -------------- | -------------------------------------- |
| Začetek: 19:15 | M. Craig (G. Hager, A. Schneider) (09:11) (PP) J. Shantz (51:59) | ( 1 - 0, 0 - 0, 1 - 0) |                | Gledalci: 4900 Sodnik: Thomas Berneker |

| 8. marec 2009 | EHC Black Wings Linz | 2 - 4 | EC KAC | Donauparkhalle Linz, Linz |

| Poročilo tekme | Poročilo tekme                                                                                   | Poročilo tekme         | Poročilo tekme | Poročilo tekme                        |
| -------------- | ------------------------------------------------------------------------------------------------ | ---------------------- | --- | ------------------------------------- |
| Začetek: 18:00 | G. Baumgartner (C. Ibounig, P. Lukas) (21:11) F. Iberer (P. Liimatainen, B. Purdie) (40:25) (PP) | ( 0 - 0, 1 - 3, 1 - 1) | P. Schellander (S. Brown, W. Norris) (25:18) G. Hager (M. Craig, A. Schneider) (32:33) C. Brandner (C. Harand, K. Furey) (35:57) (PP) M. Craig (A. Schneider, S. Brown) (59:25) | Gledalci: 3250 Sodnik: Pavel Cervenak |

| 10. marec 2009 | EC KAC | 5 - 1 | EHC Black Wings Linz | Stadthalle, Celovec |

| Poročilo tekme | Poročilo tekme | Poročilo tekme         | Poročilo tekme                | Poročilo tekme                       |
| -------------- | --- | ---------------------- | ----------------------------- | ------------------------------------ |
| Začetek: 19:15 | A. Schneider (J. Tory) (15:10) (PP) A. Schneider (G. Hager, H. Ratz) (16:09) (PP) M. Craig (W. Norris, S. Brown) (22:49) C. Harand (K. Furey, S. Brown) (46:38) W. Norris (K. Furey, P. Schellander) (51:01) | ( 2 - 0, 1 - 1, 2 - 0) | M. Iberer (B. Purdie) (29:17) | Gledalci: 5000 Sodnik: Borut Lešnjak |

| 12. marec 2009 | EHC Black Wings Linz | 3 - 5 | EC KAC | Donauparkhalle Linz, Linz |

| Poročilo tekme | Poročilo tekme | Poročilo tekme         | Poročilo tekme | Poročilo tekme                         |
| -------------- | --- | ---------------------- | --- | -------------------------------------- |
| Začetek: 19:15 | R. DiLauro (R. Lukas, G. Baumgartner) (15:18) (PP) B. Purdie (R. Shearer) (27:01) (PP) M. Iberer (B. Purdie, P. Liimatainen) (44:58) | ( 1 - 2, 1 - 0, 1 - 3) | M. Pellegrims (J. Kirisits, R. Herburger) (23:18) A. Schneider (M. Craig, K. Furey) (24:04) K. Furey (T. Hundertpfund, D. Schuller) (41:38) C. Brandner (K. Furey) (44:36) (PP) M. Craig (K. Furey) (59:55) (EN) | Gledalci: 3200 Sodnik: Thomas Berneker |

### (2) Vienna Capitals - (3) EC Red Bull Salzburg
| 5. marec 2009 | Vienna Capitals | 4 - 3 (OT) | EC Red Bull Salzburg | Albert Schultz Eishalle, Dunaj |

| Poročilo tekme | Poročilo tekme | Poročilo tekme                | Poročilo tekme | Poročilo tekme                      |
| -------------- | --- | ----------------------------- | --- | ----------------------------------- |
| Začetek: 19:15 | P. Healey (D. Nolan, A. Fox) (10:05) J. Riihijärvi (B. Gratton, D. Bjornlie) (49:29) B. Gratton (D. Werenka, D. Lynch) (55:33) (PP) D. Bjornlie (A. Fox, J. Riihijärvi) (62:09) (PP) | ( 1 - 1, 0 - 0, 2 - 2, 1 - 0) | D. Bootland (J. Hughes) (08:41) T. Koch (P. Harand, M. Trattnig) (41:26) A. Foster (P. Harand, J. Hughes) (57:20) | Gledalci: 3200 Sodnik: Igor Dremelj |

| 8. marec 2009 | EC Red Bull Salzburg | 4 - 2 | Vienna Capitals | Eisarena Salzburg, Salzburg |

| Poročilo tekme | Poročilo tekme | Poročilo tekme         | Poročilo tekme                                                                          | Poročilo tekme                       |
| -------------- | --- | ---------------------- | --------------------------------------------------------------------------------------- | ------------------------------------ |
| Začetek: 18:00 | L. Sweatt (D. Welser, S. Julien) (03:46) (PP) M. Latusa (24:09) M. Latusa (M. Scalzo, T. Koch) (55:25) (PP) J. Rebek (59:51) (EN) | ( 1 - 0, 1 - 1, 2 - 1) | C. Dolezal (D. Werenka, A. Judex) (25:12) A. Fox (D. Werenka, D. Bjornlie) (49:16) (PP) | Gledalci: 3200 Sodnik: Borut Lešnjak |

| 10. marec 2009 | Vienna Capitals | 1 - 4 | EC Red Bull Salzburg | Albert Schultz Eishalle, Dunaj |

| Poročilo tekme | Poročilo tekme                            | Poročilo tekme         | Poročilo tekme | Poročilo tekme                         |
| -------------- | ----------------------------------------- | ---------------------- | --- | -------------------------------------- |
| Začetek: 19:15 | R. Divis (M. Altmann, D. Werenka) (44:17) | ( 0 - 0, 0 - 3, 1 - 1) | A. Foster (D. Bootland, J. Hughes) (20:19) M. Scalzo (M. Latusa, L. Sweatt) (34:26) (PP) M. Latusa (M. Mairitsch, L. Sweatt) (39:10) (PP) T. Koch (M. Ulmer, D. Welser) (44:06) (PP) | Gledalci: 4300 Sodnik: Roland Aumüller |

| 12. marec 2009 | EC Red Bull Salzburg | 2 - 1 | Vienna Capitals | Eisarena Salzburg, Salzburg |

| Poročilo tekme | Poročilo tekme                                                                    | Poročilo tekme         | Poročilo tekme                             | Poročilo tekme                     |
| -------------- | --------------------------------------------------------------------------------- | ---------------------- | ------------------------------------------ | ---------------------------------- |
| Začetek: 19:15 | D. Welser (J. Rebek, T. Koch) (44:24) (PP) D. Welser (T. Koch, S. Julien) (53:44) | ( 0 - 0, 0 - 0, 2 - 1) | R. Rotter (D. Werenka, C. Dolezal) (46:51) | Gledalci: 3200 Sodnik: Peter Gebei |

| 15. marec 2009 | Vienna Capitals | 3 - 5 | EC Red Bull Salzburg | Albert Schultz Eishalle, Dunaj |

| Poročilo tekme | Poročilo tekme | Poročilo tekme         | Poročilo tekme | Poročilo tekme                      |
| -------------- | --- | ---------------------- | --- | ----------------------------------- |
| Začetek: 18:00 | J. Riihijärvi (B. Gratton, D. Werenka) (18:24) (PP) C. Dolezal (D. Nolan) (24:52) (SH) P. Healey (T. Gallant, D. Lynch) (55:04) | ( 1 - 0, 1 - 1, 1 - 4) | J. Rebek (M. Mairitsch, D. Bootland) (35:42) (PP) M. Siklenka (D. Welser, M. Trattnig) (41:57) M. Siklenka (J. Hughes, A. Foster) (49:44) L. Sweatt (J. Rebek, A. Foster) (55:34) (PP) A. Foster (D. Welser, M. Trattnig) (59:28) (EN) | Gledalci: 4500 Sodnik: Martin Bogen |

## Finale
| 22. marec 2009 | EC KAC | 5 - 4 (OT) | EC Red Bull Salzburg | Stadthalle, Celovec |

| Poročilo tekme | Poročilo tekme | Poročilo tekme                | Poročilo tekme | Poročilo tekme                      |
| -------------- | --- | ----------------------------- | --- | ----------------------------------- |
| Začetek: 18:00 | P. Schellander (T. Hundertpfund, R. Herburger) (02:16) G. Hager (A. Schneider, J. Tory) (14:53) (PP) M. Craig (A. Schneider, H. Ratz) (26:34) (PP) G. Hager (A. Schneider, M. Craig) (53:08) (PP) M. Craig (J. Tory, A. Schneider) (61:09) (PP) | ( 2 - 1, 1 - 0, 1 - 3, 1 - 0) | T. Koch (J. Rebek, O. Cibulskis) (15:09) J. Hughes (A. Foster) (42:02) (PP) R. McDonough (M. Latusa, L. Sweatt) (42:34) M. Mairitsch (M. Latusa) (57:52) | Gledalci: 5100 Sodnik: Martin Bogen |

| 24. marec 2009 | EC Red Bull Salzburg | 7 - 2 | EC KAC | Eisarena Salzburg, Salzburg |

| Poročilo tekme | Poročilo tekme | Poročilo tekme         | Poročilo tekme                                                                           | Poročilo tekme                       |
| -------------- | --- | ---------------------- | ---------------------------------------------------------------------------------------- | ------------------------------------ |
| Začetek: 19:15 | S. Julien (P. Pinter) (04:34) J. Rebek (M. Scalzo) (16:33) (PP) A. Foster (J. Rebek) (21:30) M. Scalzo (J. Rebek, T. Koch) (35:26) (PP) M. Scalzo (J. Hughes, A. Foster) (38:10) M. Ulmer (A. Feichtner, W. Lanz) (55:07) S. Julien (T. Koch, M. Trattnig) (57:43) (PP) | ( 2 - 0, 3 - 1, 2 - 1) | T. Hundertpfund (M. Pirmann, W. Norris) (23:00) D. Schuller (S. Geier, M. Geier) (43:39) | Gledalci: 3200 Sodnik: Borut Lešnjak |

| 26. marec 2009 | EC KAC | 3 - 6 | EC Red Bull Salzburg | Stadthalle, Celovec |

| Poročilo tekme | Poročilo tekme                                                                                       | Poročilo tekme         | Poročilo tekme | Poročilo tekme                     |
| -------------- | --- | ---------------------- | --- | ---------------------------------- |
| Začetek: 19:15 | G. Hager (J. Tory, M. Craig) (34:25) (PP) S. Geier (J. Tory) (39:00) J. Tory (K. Furey) (45:53) (PP) | ( 0 - 1, 2 - 3, 1 - 2) | M. Latusa (L. Sweatt, A. Foster) (12:01) J. Hughes (T. Koch) (25:42) J. Hughes (O. Cibulskis) (28:12) (SH) M. Scalzo (J. Rebek) (35:55) M. Trattnig (J. Rebek) (41:23) (PP) M. Latusa (59:04) (EN) | Gledalci: 5000 Sodnik: Peter Gebei |

| 29. marec 2009 | EC Red Bull Salzburg | 1 - 4 | EC KAC | Eisarena Salzburg, Salzburg |

| Poročilo tekme | Poročilo tekme                   | Poročilo tekme         | Poročilo tekme | Poročilo tekme                         |
| -------------- | -------------------------------- | ---------------------- | --- | -------------------------------------- |
| Začetek: 18:00 | A. Feichtner (J. Hughes) (47:11) | ( 0 - 1, 0 - 1, 1 - 2) | A. Schneider (J. Tory) (09:18) (PP) G. Hager (A. Schneider, M. Craig) (25:40) G. Hager (W. Norris) (48:41) C. Harand (P. Schellander) (55:51) | Gledalci: 3200 Sodnik: Thomas Berneker |

| 31. marec 2009 | EC KAC | 3 - 0 | EC Red Bull Salzburg | Stadthalle, Celovec |

| Poročilo tekme | Poročilo tekme | Poročilo tekme         | Poročilo tekme | Poročilo tekme                        |
| -------------- | --- | ---------------------- | -------------- | ------------------------------------- |
| Začetek: 19:15 | S. Brown (A. Schneider, M. Craig) (22:30) W. Norris (P. Schellander, T. Hundertpfund) (55:07) A. Schneider (59:58) (EN) | ( 0 - 0, 1 - 0, 2 - 0) |                | Gledalci: 5000 Sodnik: Alfred Hascher |

| 2. april 2009 | EC Red Bull Salzburg | 3 - 2 (OT) | EC KAC | Eisarena Salzburg, Salzburg |

| Poročilo tekme | Poročilo tekme                                                                          | Poročilo tekme                | Poročilo tekme                                                                            | Poročilo tekme                         |
| -------------- | --------------------------------------------------------------------------------------- | ----------------------------- | ----------------------------------------------------------------------------------------- | -------------------------------------- |
| Začetek: 19:15 | P. Harand (D. Bootland, J. Hughes) (21:56) D. Bootland (58:52) D. Bootland (61:39) (PP) | ( 0 - 0, 1 - 1, 1 - 1, 1 - 0) | J. Tory (A. Schneider, D. Schuller) (38:08) (PP) A. Schneider (M. Geier, J. Tory) (40:36) | Gledalci: 3200 Sodnik: Thomas Berneker |

| 5. april 2009 | EC KAC | 2 - 1 | EC Red Bull Salzburg | Stadthalle, Celovec |

| Poročilo tekme | Poročilo tekme                                                  | Poročilo tekme         | Poročilo tekme              | Poročilo tekme                         |
| -------------- | --------------------------------------------------------------- | ---------------------- | --------------------------- | -------------------------------------- |
| Začetek: 18:00 | A. Schneider (J. Tory) (34:56) C. Harand (R. Herburger) (44:14) | ( 0 - 0, 1 - 0, 1 - 1) | P. Harand (T. Koch) (44:01) | Gledalci: 5000 Sodnik: Thomas Berneker |